# Жук, Ирина Владимировна
Ирина Владимировна Жук (род. 3 декабря 1966, Харьков, Украинская ССР) — российский тренер по фигурному катанию, в прошлом советская фигуристка, призёр международных турниров и обладатель Кубка СССР в танцах на льду. Мастер спорта СССР международного класса (1985). Заслуженный тренер России (2010).

## Биография
Ирина Жук родилась 3 декабря 1966 года в Харькове. Начинала заниматься фигурным катанием в ДЮСШ стадиона «Пионер» под руководством Юрия Разбегалова. Её первым партнёром был Игорь Черных. В 1980 году переехала в Москву, где продолжила тренироваться в СДЮШОР «ЦСКА» и ДСО «Труд». Наибольших спортивных успехов добивалась, выступая с Олегом Петровым. Эта пара становилась серебряным призёром международных турниров «Nebelhorn Trophy» (1984) и «Skate America» (1985), а также обладателем Кубка СССР (1986).
После завершения своей спортивной карьеры Ирина Жук была солисткой ледового театра Татьяны Тарасовой «Все звёзды» и британского шоу «Russian Ice Stars». В 2001—2009 годах вместе со своим мужем Александром Свининым занималась тренерской деятельностью в СДЮШОР «Сокольники», затем — в Училище олимпийского резерва №4. Их наиболее известными учениками являются чемпионы Европы (2009) Яна Хохлова и Сергей Новицкий. В разные годы они также работали с входившими в состав сборной России танцевальными парами Екатерина Рублёва-Иван Шефер, Екатерина Пушкаш-Джонатан Гурейро и Александра Степанова-Иван Букин.